# Лотар Коллатц
Лотар Коллатц (нім. Lothar Collatz; 6 липня 1910 — 26 вересня 1990) — німецький математик. Його ім'ям названа досі не вирішена гіпотеза Коллатца або ж проблема 3x + 1. Його ім'ям також названа формула Коллатца — Віландта для власного значення Перона — Фробениуса позитивної квадратної матриці. Крім того, робота Коллатца 1957 року з Ульріхом Сіноговіцем, який загинув під час бомбардування Дармштадта у роки Другої світової війни, поклала початок спектральної теорії графів.

## Біографія
Народився в Арнсберзі, Вестфалія. Коллатц навчався у кількох університетах Німеччини, включаючи Берлінський університет під керівництвом Альфреда Клозе, і отримав докторський ступінь в 1935 році за дисертацію під назвою Das Differenzenverfahren mit höherer Approximation für lineare Differentialgleichungen (Метод кінцевих різниць вищого наближення для лінійних диференціальних рівнянь). Потім він працював асистентом в Берлінському університеті, а в 1935 році перейшов в Технічний університет Карлсруе. Там він також отримав хабілітат в 1937 році. З 1938 по 1943 рік працював приват-доцентом в Карлсруе. У роки війни він працював з Алвін Вальтером в Інституті практичної математики Дармштадтського технічного університету.
З 1952 року до виходу на пенсію в 1978 році Коллатц працював в Гамбурзькому університеті, де в 1953 році заснував Інститут прикладної математики. Після виходу на пенсію в якості почесного професора він продовжував брати активну участь в математичних конференціях.
За свій великий внесок у цю область Коллатц за життя удостоївся великої кількості нагород, в тому числі:
- вибори в Академію наук Леопольдіна, Болонську академію наук і Академію в Модені в Італії.
- почесний член Гамбурзького математичного товариства
- почесні ступені Університету Сан-Паулу, Віденського технічного університету, Університету Данді в Шотландії, Університету Брунеля в Англії, Ганноверського університету в 1981 році і Дрезденського технічного університету.

Він несподівано помер від серцевого нападу в Варні, Болгарія, під час участі в математичній конференції.

## Вибрані роботи
- Das Differenzenverfahren mit höherer Approximation für lineare Differentialgleichungen (= Schriften des Mathematischen Seminars und des Instituts für angewandte Mathematik der Universität Berlin – Band 3 / Heft 1), Лейпциг, 1935 р
- Eigenwertprobleme und ihre numerische Behandlung. Лейпциг 1945 р
- Eigenwertaufgaben mit technischen Anwendungen. Лейпциг 1949 +1963
- Numerische Behandlung von Differentialgleichungen. Берлін 1951[12] 1 955[13] (англ. Пер. 1966)
- Differentialgleichungen für Ingenieure. Штутгарт 1960
- з Вольфгангом Веттерлінгом: Optimierungsaufgaben Berlin 1 966, 1971 (англ. пер., 1975)
- Funktionalanalysis und Numerische Mathematik. Берлін 1964
- Differentialgleichungen. Eine Einführung unter besonderer Berücksichtigung der Anwendungen. Штутгарт, Teubner Verlag, 1966, 7-е изд. 1990 р
- з Юліусом Альбрехтом: Aufgaben aus der angewandten Mathematik I. Gleichungen in einer und mehreren Variablen . Наближення. Берлін 1972 р
- Numerische Methoden der Approximationstheorie. т. 2. Vortragsauszüge der Tagung über Numerische Methoden der Approximationstheorie vom 3.-9. Червень 1973 року інститут Mathematischen Forschungsinstitut Oberwolfach, Штутгарт, 1975 г.
- Теорія наближень: Tschebyscheffsche Approximation und Anwendungen. Teubner 1 973